# 吕兴 (德国)
吕兴（德語：Lychen，發音：[ˈlyːçn̩] ⓘ）是德国勃兰登堡州乌克马克县的城市，面积111.99平方千米，2023年12月31日人口为3,139人。